# Onnen
Onnen est un village de la commune néerlandaise de Groningue, situé dans la province de Groningue.

## Géographie
Le village est situé à 8 km au sud-est de Groningue, près de Haren.

## Histoire
Onnen faisait partie de la commune de Haren avant le 1er janvier 2019, quand celle-ci a été supprimée et rattachée à Groningue.

## Démographie
Le 1er janvier 2019, le village comptait 770 habitants.